# Al-Balad
Al-Balad  (arabe : سُورَةُ ٱلْبَلَدِ, français : La Cité) est le nom traditionnellement donné à la 90e sourate du Coran, le livre sacré de l'islam. Elle comporte 20 versets. Rédigée en arabe comme l'ensemble de l'œuvre religieuse, elle fut proclamée, selon la tradition musulmane, durant la période mecquoise.

## Origine du nom
Bien que le titre ne fasse pas directement partie du texte coranique, la tradition musulmane a donné comme nom à cette sourate La Cité, en référence au contenu des premiers versets :

« 1.    Non ! Je jure par cette Cité !
2.    Et toi - tu es un habitant de cette cité - […] »

## Historique
Il n'existe à ce jour pas de sources ou documents historiques permettant de s'assurer de l'ordre chronologique des sourates du Coran. Néanmoins selon une chronologie musulmane attribuée à Ǧaʿfar al-Ṣādiq (VIIIe siècle) et largement diffusée en 1924 sous l’autorité d’al-Azhar,, cette sourate occupe la 35e place. Elle aurait été proclamée pendant la période mecquoise, c'est-à-dire schématiquement durant la première partie de l'histoire de Mahomet avant de quitter La Mecque. Contestée dès le XIXe par des recherches universitaires, cette chronologie a été revue par Nöldeke,, pour qui cette sourate est la 11e.
Les sourates de la fin du Coran sont généralement considérées comme appartenant aux plus anciennes. Elles se caractérisent par des particularités propres. Elles sont brèves, semblent issues de proclamations oraculaires (ce qui ne signifie pas, pour autant, qu’elles en sont des enregistrements), elles contiennent de nombreux hapax...
Pour Nöldeke et Schwally, la quasi-totalité des sourates 69 à 114 sont de la première période mecquoise. Neuwirth les classe en quatre groupes supposés être chronologiques. Bien que reconnaissant leur ancienneté, certains auteurs refusent de les qualifier de « mecquoise », car cela présuppose un contexte et une version de la genèse du corpus coranique qui n’est pas tranchée. Cette approche est spéculative.
En effet, ces textes ne sont pas une simple transcription sténographique de proclamation mais sont des textes écrits, souvent opaques, possédant des strates de composition et des réécritures Cela n’empêche pas ces sourates de fournir des éléments contextuels (comme l’attente d’une Fin des Temps imminente chez les partisans de Mahomet). Ces textes sont marqués par une forme de piété tributaire du christianisme oriental.
Les spécialistes considèrent que cette sourate naît dans le cadre de la prédication de Mahomet. Dans son état final, elle a regroupé des textes de périodes différentes. Ce texte possède plusieurs sous-textes bibliques.

## Interprétations
Pour Dye et Zellentin, la description évangélique (Matthieu) du Jugement dernier est un sous-texte de cette sourate. Zellentin rajoute aussi le texte d’Isaïe. Cette combinaison de l'Évangile selon Matthieu et d’Isaïe se retrouve dans la Didascalia apostolorum. Dye rappelle que le Coran travaille comme un palimpseste « arrangeant, retravaillant des textes préexistant ».
Cette sourate pose des problèmes de compréhension, comme pour le terme Balad lui-même. Younes propose de retraduire certains hapax. Ainsi, il montre une opposition parmi les commentateurs anciens sur la traduction de fi kabab. Le sens original « en gloire » a été modifié « pour une vie de lutte » (v.4).

Texte de la sourate (Coran datant de 1874)
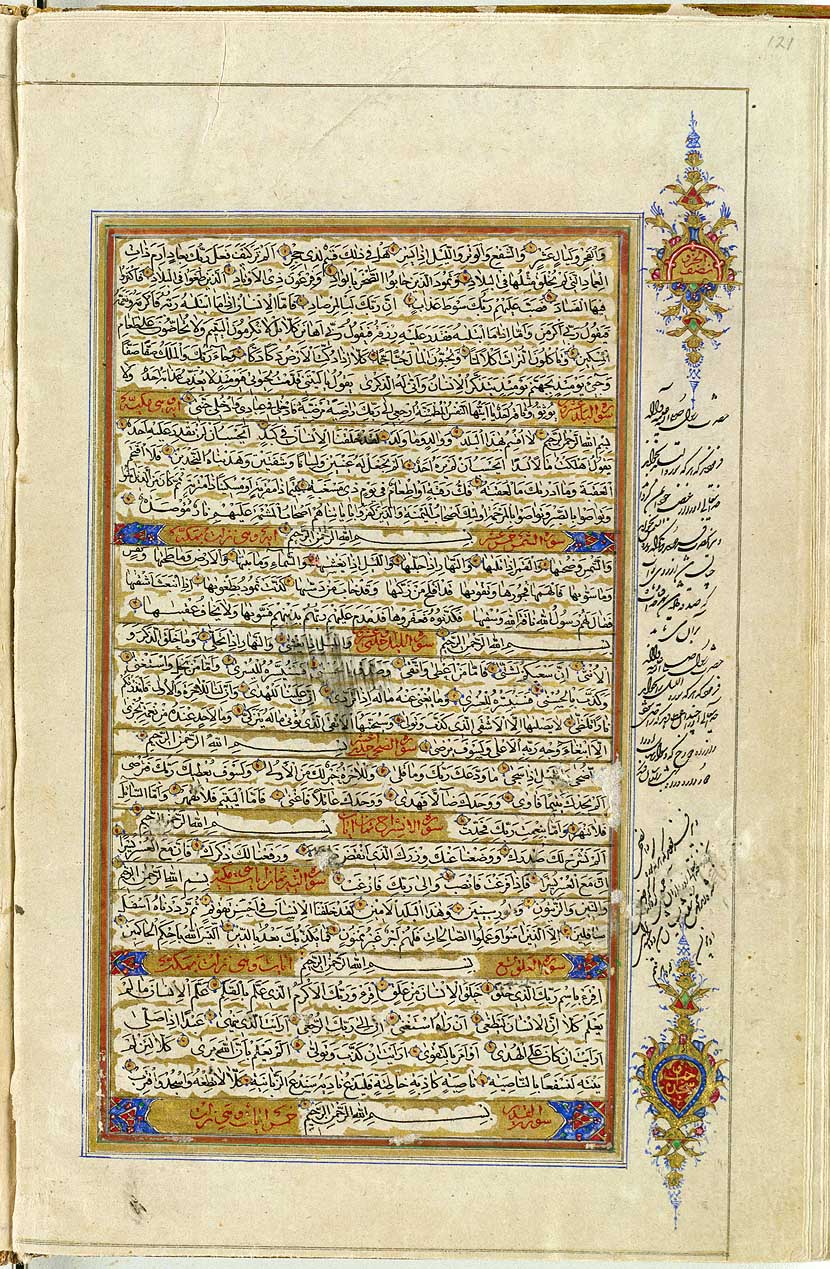